# Grande inondation de Trois-Rivières de 1896
La Grande inondation de Trois-Rivières de 1896 fut une inondation qui persista pendant plus de deux semaines, durant le mois d'avril 1896, causée par une digue de glace dans le fleuve Saint-Laurent à la hauteur de Deschambault-Grondines qui provoqua l’inondation de près de la moitié de la ville de Trois-Rivières au printemps de 1896. 

## Évolution météorologique
Au XIXe siècle, une embâcle de glace se formait presque tous les printemps dans les environs de Grondines, à mi-chemin entre Trois-Rivières et Québec, et les eaux du fleuve Saint-Laurent grimpaient. À Trois-Rivières, en prévision de la crue annuelle, les habitants surélevaient les lits sur des chaises, plaçaient des pièces de fer sur les trottoirs de bois pour ne pas qu’ils soient emportés par le courant, et ceux qui demeuraient le plus près du fleuve barricadaient leurs fenêtres pour s'abriter des morceaux de glace qui s'y fracassaient.
Néanmoins, l’ampleur de l’inondation de 1896 déjoue tous les pronostics. Le 16 avril, le fleuve déborde sur ses deux rives jusqu’aux environs de Montréal. Le quartier Saint-Philippe de Trois-Rivières disparaît presque entièrement englouti sous l’eau, de même que la Pointe-du-Lac et la Banlieue.

## Impact

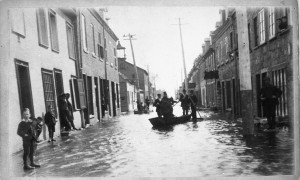
En chaloupe sur la rue Notre-Dame à Trois-Rivières au cours de la grande digue de 1896.

Les citoyens devaient se rendre à l’église en chaloupe. Près de trente maisons sont détruites, démolies et transportées vers un autre site. Des familles entières sont plongées dans la misère. Des animaux sont noyés. L’eau monte jusqu’à la côte des Forges et dépasse la voie ferrée pour s’étendre dans les champs où se trouve actuellement la paroisse Sainte-Marguerite. Dans le quartier Saint-Philippe, les hangars des quais et le bois de sciage échouent un peu partout dans les rues. Les amoncellements de glace poussent des bateaux jusqu’en face des résidences de la rue du Fleuve. Dans certaines maisons, l’eau monte jusqu’à l’avant-dernière marche du haut de l’escalier de l’étage.
Flairant la bonne affaire, les jeunes du bas de la ville offrent, moyennant 10 ou 25 cents, des tours de ville en chaloupe. Précurseurs des soirées d’animation du centre-ville, les plus vieux attachent bout à bout des trottoirs de bois pour former de grands radeaux sur lesquels musiciens et chanteurs parcourent les rues. On raconte que ces petites fêtes étaient arrosées de whisky et qu’il était fréquent que les hommes, devenus ivres, tombent à l’eau et boivent la tasse.
L’eau est demeurée haute pendant deux semaines et 1896 est devenue « l’année de la grande digue ».